# Surxon Termez
Surxon Termez (uzb. «Surxon» Termiz futbol klubi, ros. Футбольный клуб «Сурхан» Термез, Futbolnyj Kłub "Surchan" Tiermiez) – uzbecki klub piłkarski, mający siedzibę w mieście Termez w południowo-wschodniej części kraju. Założony w roku 1968.
W latach 1992, 1994-2004, 2019-2020 występował w Oʻzbekiston PFL.

## Historia
Chronologia nazw:
- 1968: Chigarachi Termez (ros. «Чигарачи» Термез)
- 1969–1973: Avtomobilchi Termez (ros. «Автомобилчи» Термез)
- 1974: Spartak Termez (ros. «Спартак» Термез)
- 1975–1983: Avtomobilchi Termez (ros. «Автомобилчи» Термез)
- 1984–1993: Surxon Termez (ros. «Сурхан» Термез)
- 1994–1996: ASK Termez (ros. «АСК» Термез)
- 1997–2008: Surxon Termez (ros. «Сурхан» Термез)
- 2009–2010: Dinamo-Hamkor Termez (ros. «Динамо-Хамкор» Термез)
- 2011: FK Termez (ros. ФК «Термез»)
- 2012–...: Surxon Termez (ros. «Сурхан» Термез)

Piłkarska drużyna Chigarachi została założona w miejscowości Termez w 1968 roku.
W 1969 zespół o nazwie Avtomobilchi Termez debiutował w Klasie B, strefie średnio-azjatyckiej Mistrzostw ZSRR. W 1970 po kolejnej reorganizacji systemu lig ZSRR klub spadł do czwartej ligi, ale w 1971 powrócił do nowo utworzonej Drugiej Ligi, strefy 5. W 1974 klub występował pod nazwą Spartak Termez, ale w następnym roku powrócił do poprzedniej nazwy. W 1979 startował w rozgrywkach Pucharu ZSRR. W 1984 klub zmienił nazwę na Surxon Termez. W Drugiej Lidze występował do 1991 roku.
W 1992 debiutował w pierwszych niepodległych rozrywkach Wyższej Ligi Uzbekistanu, ale zajął ostatnie 17 miejsce i spadł do Pierwszej Ligi. Po roku powrócił do Wyższej Ligi. W 1994 przyjął nazwę ASK Termez, ale w 1997 powrócił do poprzedniej nazwy. W 2004 zdobył 23 pkt, ale został ukarany 3 pkt ujemnymi za nieopłacenie składki na uczestnictwo w najwyższej lidze wobec UFF, przez co zajął przedostatnie 13. miejsce i spadł do Pierwszej Ligi. W 2009 zmienił nazwę na Dinamo-Hamkor Termez, zajął 8. miejsce w środku tabeli, ale w 2010 nie przystąpił do rozgrywek. W 2011 jako FK Termez powrócił do rozgrywek w Pierwszej Lidze. W 2012 powrócił do historycznej nazwy Surxon Termez, a w 2013 zajął spadkowe 10 miejsce w grupie zachodniej Pierwszej Ligi i został zdegradowany do Drugiej Ligi.

## Sukcesy

### Trofea międzynarodowe
Nie uczestniczył w rozgrywkach azjatyckich (stan na 31-05-2015).

### Trofea krajowe
Uzbekistan
| \| \| Zdobyte trofea w rozgrywkach Uzbekistanu (stan na: 31-05-2015) \| |                                                                |      |                  |
| Rozgrywki                                                               | Osiągnięcie                                                    | Razy | Sezon(y)         |
| Mistrzostwo                                                             | I miejsce                                                      | 0    |                  |
| Mistrzostwo                                                             | II miejsce                                                     | 0    |                  |
| Mistrzostwo                                                             | III miejsce                                                    | 0    |                  |
| Mistrzostwo                                                             | 9. miejsce                                                     | 3    | 2000, 2002, 2003 |
| Puchar                                                                  | zdobywca                                                       | 0    |                  |
| Puchar                                                                  | finalista                                                      | 0    |                  |
| Puchar                                                                  | półfinalista                                                   | 1    | 2002/03          |
| II liga                                                                 | I miejsce                                                      | 0    |                  |
| II liga                                                                 | II miejsce                                                     | 1    | 1993             |
| II liga                                                                 | III miejsce                                                    | 0    |                  |
| Uzbekistan                                                              | Zdobyte trofea w rozgrywkach Uzbekistanu (stan na: 31-05-2015) |      |                  |

ZSRR
| \| \| Zdobyte trofea w rozgrywkach Związku Radzieckiego (stan na: 31-12-1991) \| |                                                                         |      |          |
| Rozgrywki                                                                        | Osiągnięcie                                                             | Razy | Sezon(y) |
| Mistrzostwo                                                                      | I miejsce                                                               | 0    |          |
| Mistrzostwo                                                                      | II miejsce                                                              | 0    |          |
| Mistrzostwo                                                                      | III miejsce                                                             | 0    |          |
| Puchar                                                                           | zdobywca                                                                | 0    |          |
| Puchar                                                                           | finalista                                                               | 0    |          |
| Puchar                                                                           | 1/32 finału                                                             | 1    | 1985/86  |
| II liga                                                                          | I miejsce                                                               | 0    |          |
| II liga                                                                          | II miejsce                                                              | 0    |          |
| II liga                                                                          | III miejsce                                                             | 0    |          |
|                                                                                  | Zdobyte trofea w rozgrywkach Związku Radzieckiego (stan na: 31-12-1991) |      |          |

- Wtoraja liga ZSRR:
  - wicemistrz w grupie: 1978
  - 3. miejsce w grupie: 1977

## Stadion
Klub rozgrywa swoje mecze domowe na stadionie Markaziy w Termezie, który może pomieścić 8,500 widzów.

## Piłkarze
Znani piłkarze:
- / Ravshan Bozorov
- / Abdusamat Do'rmonov
- / Rustam Do'rmonov
- / Yuriy Sarkisyan
- Aleksandr Sayun

## Trenerzy
...
- 1974:  Wiktor Tichonow
- 1975:  Jakow Aranowicz

...
- 1979:  Wiktor Tichonow

...
- 1987–1990:  Taymuraz Habaev
- 1991:  Munir Salihov
- 1992:  Botir Koshkenbaev

...
- 1996–05.1996:  Botir Koshkenbaev
- 05.1996–09.1996:  Vladimir Jukovskiy
- 1997–05.1997:  Tagaymurad Khoshbakov

...
- 1998–07.1998:  Tulyagan Isakov
- 07.1998–1998:  Botir Koshkenbaev
- 1999:  Berador Abduraimow

...
- 2010:  Ravshan Durmanov
- 2011:  Furqat Mustafakulov

...
- 2013–...:  Botir Koshkenbaev